# Brosimum longifolium
Brosimum longifolium är en mullbärsväxtart som beskrevs av Adolpho Ducke. Brosimum longifolium ingår i släktet Brosimum och familjen mullbärsväxter. Inga underarter finns listade i Catalogue of Life.